# Орден Немање
Орден Немање је било одликовање Савезне Републике Југославије и и Државне заједнице Србије и Црне Горе у три степена.
Орден је установљен 4. децембра 1998. године доношењем Закона о одликовањима СРЈ. Имао је три степена и додељивао се за: „за заслуге у представљању државе и њених грађана“. Додељивао га је председник Републике, а касније председник Државне заједнице СЦГ.

### Изглед и траке одликовања
Орден Немање првог степена састоји се од эвезде, ленте и орденског знака. Звезда ордена израђена је од легуре бакра и циика у облику осмокраке звезде чији су краци позлаћени, пречника 75мм. У средини звезде аплициран је кружни сребрни медаљон са рељефним портретом средњовековног српског владара Стефана Немање, пречника 20мм. Иза главе владара налази се кружни штит
са полукружним натписом: "Стефан Немања", а иза рамена усправно подигнуто ратничко копље. Око медаљона је рам квадратног облика са стилизованим романичким преплетом. На средини сваке стране рама у преплет су уграђена три рубина и један плави сафир. Унутрашњост рама покривена је црвеним емајлом. Пречник квадратног рама је 35мм. На наличју звезде налази се позлаћена игла за качење. Лента ордена израђена је од црвене моариране свиле са по једном плавом ивичном пругом са стране. Ширина ленте је 100мм, а плаве пруге су ширине 5мм. Орденски знак је израђен од легуре бакра и цинка у облику декоративног позлаћеног рама са романичким преплетом, пречника 55мм. На средини сваке странице рама у преплет су уграђена по три рубина и један плави сафир. Унутрашњост рама је посребрена. У раму се налази аплициран кружни рељефни сребрни портрет Стефана Немање, који је идентичан са оним на звезди ордена. На наличју орденског знака преплетима, на средини сваке стране, по три позлаћене бобице. У центру рама налази се посребрени кружни медаљон са натписом: "Чувајте народ". Изнад орденског знака налази се посребрени кружни ловоров венац, пречника 25мм. У венцу је рељефни сребрни двоглави орао из времена Немањића. Ловоров венац је преко шарке спојен са орденским знаком и чини са њим једну целину. У надвишењу ловоровог венца је ушица кроз коју је провучена кружна алка за качење о ленту. Лице и наличје ловоровог венца имају исте детаље. Врпца ордена иэрађена је од црвене моариране свиле, ширине 36мм, са по једном плавом ивичном пругом са стране, ширине 2мм. На средини врпце налази се позлаћени грб Савезне Републике Југославије, висине 7мм. Звезда Ордена Немање првог степена носи се на левој страни груди, а лента преко груди - са десног рамена ка левом боку.
Орден Немање другог степена састоји се од звезде и орденског знака. Звезда ордена је по композицији и облику иста као и звезда
Ордена Немање првог степена, али су краци звезде посребрени. Орденскн знак је по композицији, материјалу и облику исти као орденски знак Ордена Немање првог степена и има орнаментисану yшицу провучену кроз кружну алку на ловоровом венцу. Врпца ордена израђена је од црвене моариране свиле, ширине 36мм, са по једном плавом ивичном пругом са стране, ширине 2мм. На средини врпце налази се посребрени грб Савезне Републике Југославије, висине 7мм. Звезда Ордена Немање другог степена носи се на левој страни груди, а орденског знак о врату, на траци израђеној од црвене моариране свиле, ширине 36мм, са по једном плавом ивичном пругом, ширине 2мм.
Орден Немање трећег степена састоји се од орденског знака, који је по облику исти као орденски знак Ордена Немање другог степена и има орнаментисану ушицу провучену кроз кружну алку на ловоровом венцу. Врпца је као код Ордена Немање другог степена, али нема минијатурни грб Савезне Републике Југославије. Орден Немање трећег степена носи се о врату, на траци која је иста као и код Ордена Немање другог степена.
| Орден првог реда | Орден другог реда | Орден трећег реда |
| ---------------- | ----------------- | ----------------- |
| Траке одликовања |                   |                   |
|                  |                   |                   |

## Добитници
- Зоран Ђинђић, Орден Немање I степена[3]
- Дражен Далипагић, Орден Немање II степена[4]